# Sidokelar
Sidokelar is een bestuurslaag in het regentschap Lamongan van de provincie Oost-Java, Indonesië. Sidokelar telt 1735 inwoners (volkstelling 2010).